# هووورتشوویتسه
هووورچوویتسه (به چکی: Hovorčovice) یک منطقهٔ مسکونی در جمهوری چک است که در ناحیه پراگ-شرق واقع شده‌است. هووورتشوویتسه ۲٫۱ کیلومتر مربع مساحت و ۲٬۰۰۵ نفر جمعیت دارد و ۲۲۶ متر بالاتر از سطح دریا واقع شده‌است.